# Flörsheim-Dalsheim
Flörsheim-Dalsheim település Németországban, Rajna-vidék-Pfalz tartományban. Lakosainak száma 3290 fő (2023. december 31.).

## Népesség
A település népességének változása:
| Lakosok száma | 2454 | 2999 | 3040 | 3128 | 3235 | 3290 |
|               | 1975 | 2017 | 2019 | 2021 | 2022 | 2023 |